# ذوات النتوء القصبي الخلف جانبي
ذوات النتوء القصبي الخلف جانبي أو ن.ق.خ.ج (بالإنجليزية: Retrolateral Tibial Apophysis clade)‏ هي مجموعة فرعية من العناكب رتيلية الشكل متحدًا بامتلاك نتوء قصبي الخلف جانبي وهو نتوء متجه للخلف على اللوامس القدمية للذكور. تحتوي المجموعة على أكثر من 21000 نوع ، أي ما يقرب من نصف إجمالي الأنواع الحالية المعروفة من العناكب البالغ حوالي 46000 نوع. معظم أعضاء المجموعة متجولون ولا يبنون شبكات. على الرغم من أنها تشكل ما يقرب من نصف جميع أنواع العناكب الحديثة إلا أنه لا توجد سجلات لا لبس فيها للمجموعة من حقبة الحياة الوسطى والساعة الجزيئية تشير إلى أن المجموعة بدأت في التنويع خلال أواخر العصر الطباشيري.

## التصنيف
- كاملات المناسل
  - ذوات النتوء القصبي الخلف جانبي
    - العنكبوتينات الذئبية
      - فصيلة العناكب المتجولة
        - جنس الأعكب

    - ثنائيات المخالب
      - العنكبوتينات القافزة
        - فصيلة العناكب القافزة
          - أسرة القافزاوات
            - جنس القافز